# Jakob Friedrich Fries
Jakob Friedrich Fries (Barby, Poroszország, 1773. augusztus 23. – Jéna, 1843. augusztus 10.) német filozófus, a német idealizmus kiemelkedő képviselője. 

## Életútja
Nevelését a Herrnhuti testvérgyülekezet teológusai irányították. A gyülekezet szemináriumában ismerkedett meg Kant tanaival, melyek nagy hatást gyakoroltak rá.
A lipcsei egyetemen filozófiát hallgatott, majd Jénába ment, ahol 1801-ben magántanár lett. 1803–1804-ben beutazta Svájcot, Franciaországot és Olaszországot. 1805-től a filozófia és a matematika tanára volt a Heidelbergi Egyetemen, onnan 1816-ban meghívták Jénába a filozófia tanárának. Részvételét egy wartburgi rendezvényen 1817-ben izgatásnak ítélték, ezért két évvel később felfüggesztették állásából. 1824-ben újra a fizika és a matematika tanára lett, filozófiát csak a következő évtől adhatott elő.
Jakob Friedrich Fries Kant tanításait a pszichológia szellemében értelmezte, a filozófia alapjául a pszichológiai antropológiát tartotta. Filozófia rendszerét antropologizmusnak vagy pszichologizmusnak nevezik. Rendszere Friedrich Jacobinak a teizmus talaján álló hitfilozófiáját Immanuel Kant kritikai nézeteivel igyekszik összeegyeztetni. Kiinduló pontja, hogy csak a posteriori, belső tapasztalat útján tudhatjuk meg, hogy a priori ismereteink vannak. A belső tapasztalatokon nyugvó lélektan lehet tehát egyedül a bölcselkedés alapja. 
Rendszerének három fő tétele:
az érzéki világ, mely mindenestül a természet törvényeinek van alávetve, csupán jelenség, ez az ismeret elve; e jelenség azonban másrészt nem pusztán látszat, hanem magánvalókon alapul; tudásunk tökéletlensége a tökéletesnek eszméihez vezet el bennünket, ez a hitnek elve; végül az érzéki világ a magánvalóknak jelensége, megjelenése, ez a sejtés elve.

## Hatása
Jakob Friedrich Fries filozófiai nézeteinek számos követője volt, közéjük tartozik:
- Friedrich van Calker filozófus (1790–1870)
- Ernst Sigismund Mirbt filozófus (1799–1847)
- Ernst Friedrich Apelt filozófus (1812–1859)
- Ernst Hallier filozófus, botanikus (1831–1904)
- Wilhelm Martin Leberecht de Wette teológus (1780–1849)
- Friedrich Ernst Theodor Schmid klasszika-filológus (1798–1877)
- Matthias Jacob Schleiden botanikus (1804–1881)
- Oskar Schlömilch matematikus (1823–1901)

1847-49-ben két füzet jelent meg: Abhandlung d. Fr. Schule, melyekben követői értelmezték tanait. 1873-ban Jénában mellszobrot állítottak emlékére. Fries rendszere később a neokantianizmus filozófiai irányzathoz tartozó Leonard Nelsonra volt hatással, aki iskolát teremtett (neo-Friesian School).

## Műveiből
- Reinhold, Fichte und Schelling (Lipcse, 1803)
- System der Philosophie als evidente Wissenschaft (Lipcse, 1804)
- Wissen, Glaube u. Ahnung (Jena, 1805)
- Neue oder anthropologische Kritik d. Vernunft (3 kötet. Heidelberg, 1806-07, 2. kiadás, 1828–1831)
- System d. Logik (Heidelberg, 1811)
- Von deutscher Phil. Art u. Kunst, ein Votum für Jacobi gegen Schelling (Heidelberg 1812)
- Handbuch der praktischen Philosophie (1. kötet: 1817, 2. kötet: 1832)
- Handbuch der psychischen Anthropologie (2 kötet, Jéna, 1820 és 1821)
- Die mathematische Naturphilosophie (Heidelberg, 1822)
- System d. Metaphys ique (Heidelberg, 1824)
- Die Geschichte der Philosophie, dargestellt nach d. Fortschriften ihrer wissensch. Entwickelung (2 kötet, Halle, 1837 és 1840)

Filozófiai regénye, melyben különösen a hitről és a vallásról való fogalmait fejtegeti: Julius und Evagoras, oder die Schönheit der Seele (2 kötet, Heidelberg, 1822)
Nagyobb matematikai és fizikai munkái:
- Versuch einer neuen Darstell. d. Theorie des Lichts und d. Warme (Scherer’s Journal, I, 1802)
- Entwurf des Systems der theoretischen Physik (Heidelberg, 1813)
- Über d. optischen Mittelpunkt im menschl. Auge (Jéna, 1839)